# Монтополі-ді-Сабіна
Монтополі-ді-Сабіна (італ. Montopoli di Sabina) — муніципалітет в Італії, у регіоні Лаціо,  провінція Рієті.
Монтополі-ді-Сабіна розташоване на відстані близько 45 км на північний схід від Рима, 23 км на південний захід від Рієті.
Населення — 4229 осіб (2014).
Щорічний фестиваль відбувається 29 вересня. Покровитель — святий Архангел Михаїл.

## Демографія
Населення за роками:

Станом на 1 січня 2023 року в муніципалітеті офіційно проживало 290 іноземців з 46 країн, серед них 122 громадяни країн Євросоюзу та 12 громадян України.

## Сусідні муніципалітети
- Кастельнуово-ді-Фарфа
- Фара-ін-Сабіна
- Фьяно-Романо
- Монтелібретті
- Наццано
- Поджо-Міртето
- Салізано
- Торрита-Тіберина